# John Hill (calciatore)
John Hill (Belfast, 7 gennaio 1950) è un giornalista ed ex calciatore nordirlandese naturalizzato neozelandese, di ruolo difensore.

## Carriera

### Giocatore

#### Club
Iniziò la carriera al Glentoran, club di Belfast, con cui vinse due campionati nordirlandesi, una Irish Cup, tre City Cup, una County Antrim Shield ed una Blaxnit Cup.
Nel 1975 venne eletto Player of the year del club di Belfast.
Nel 1975 lasciò il club verderossonero poiché si trasferì in Nuova Zelanda. Nel 1976 venne ingaggiato dal Gisborne City, ritornandovi poi tra il 1981 ed il 1984, anno in cui si aggiudica il campionato.

#### Nazionale
Vestì la maglia della Nuova Zelanda in diciassette occasioni ufficiali, esordendo nell'epica vittoria per gli All Whites contro il Messico, il 20 agosto 1980.
Fece parte della rosa All whites che partecipò ai Mondiali spagnoli del 1982, disputando il primo incontro contro la Scozia, il 15 giugno 1982 a Malaga, terminato cinque a due per i caledoniani.

### Giornalista
In seguito al suo ritiro dall'attività agonistica è divenuto un giornalista sportivo per il The Gisborne Herald, quotidiano della cittadina neozelandese di Gisborne.

## Palmarès

### Club

#### Competizioni nazionali
- IFA Premiership: 2

Glentoran: 1969-1970, 1971-1972
- Irish Cup: 1

Glentoran: 1972-1973
- City Cup: 3

Glentoran: 1969-1970, 1972-1973, 1974-1975
- County Antrim Shield: 1

Glentoran: 1970-1971
- Blaxnit Cup: 1

Glentoran: 1972-1973
- Campionato neozelandese: 1

Gisborne City: 1984